# Алдо Мануцио
Алдо Мануцио (1449/1450 – 6 февруари 1515), е италиански печатар, основал печатница Алдино. Мануцио е твърде ерудиран, изучава латински и гръцки език и дълбоко се възхищава от древните литературни текстове, писани на гръцки и латински. Заедно със сина си Паоло Мануцио посвещава живота, репутацията и богатството си на популяризиране на забравени древни автори. Интересът му към редките ръкописи го бележи като един от новаторите на времето в издателското дело. Той въвежда по-малък и по-удобен формат на книгите, което революционизира четенето и така предшества днешния джобен формат. Спомага за стандартизирането на пунктуацията, например на запетаята и точката със запетая.
Роден е през 1449 година в Басиано и четиридесет години по-късно той се установява във Венеция. Междувременно учи в Рим и Ферара. Във Венеция изучава типография и основава печатница, където през март 1495 година публикува първата книга на гръцки Erotemata на Константин Ласкарис, която дълго време служи за пособие по гръцка граматика, а по-късно – първият том от съчиненията на Аристотел. Отпечатва още около четиридесет произведения на гръцки и латински автори – Аристофан, Теокрит, Омир, Вергилий, Хораций, Данте, Петрарка, Пиетро Бембо. Най-прочутата му книга е Hypnerotomachia Poliphili (1499) от Франческо Колона, с прекрасни илюстрации от неизвестен художник.
През 1500 година се жени за дъщерята на Андрея Торезани, майстор печатар, с когото прави съдружие. От тяхната печатница се появяват първите текстове с наклонен шрифт, наречен алдино или италик (курсив). Публикува повече от 130 заглавия до смъртта си през 1515 година. След кончината му с управлението на печатницата се заема синът му Паоло Мануцио, който създава във Венеция академия от двадесет млади благородници, на които преподава едновременно древна литература и техниките на печатарството.

## Галерия
- Винетка на Алдо Мануцио с котва и делфин (Венеция, 1502)
- Страница от Сънят на Полифил (Венеция, 1499)
- Двойна страница от Сънят на Полифил
- Страница на Оди от Хораций с текст в курсив (Венеция, 1501)